# Liste der Bischöfe von Sisteron
Die folgenden Personen waren Bischöfe des Bistums Sisteron (Frankreich):
- Chrysaphius (449–452)
- Johann I. (500–516 ?)
- Valère (517)
- Avole (541–554)
- Genès (573)
- Pologronius (584–585)
- Secondin I. (614)
- Johann II. (812–860)
- Viventius (9. Jahrhundert)
- Magnibert (9. Jahrhundert)
- Amantius (9. Jahrhundert)
- Secondin II. (9. Jahrhundert)
- Virmagne (9. Jahrhundert)
- Bon (867)
- Vincent (Ende des 9. Jahrhunderts)
- Eustorge (10. Jahrhundert)
- Arnulphe (925 ?)
- Johann III. (930–965 ?)
- Ours (967)
- Rudolf I. (981)
- Frodon (999–1015)
- Durand (1015 ?–1020)
- Pierre I. (1023–1043) (Bruder von Feraud, Bischof von Gap)
- Géraud ? (1031 ?–1045 ?)
- Pierre II. (1043) (danach Bischof von Vaison, Neffe von Pierre I.)
- Gérard I. Chevrier (1060–1080 ?)
- Karl (1082)
- Nitard (Ende des 11. Jahrhunderts)
- Bertrand I. (1102–1105 ?)
- Gérard II. (1110–1124)
- Raimbaud (1125 ?–1145)
- Pierre de Sabran (1145–1171)
- Bertrand II. (1172–1174)
- Bermond d’Anduse (1174–1214)
- Rodolphe II. (1216–1241)
- Henri de Suse (1244–1250) (danach Erzbischof von Embrun)
- Humbert Fallavel (1250–1256)
- Alain de Lusarches (1257–1277)
- Pierre Giraud (1277–1291)
- Pierre d’Alamanon (1292–1304)
- Jacques Gantelmi (1306–1310)
- Raimond d’Oppède (1310–1328)
- Rostan I. (1328–1348)
- Pierre Artaudi (1349–1360)
- Gérard III. (1362–1369)
- Ranulphe de Gorze (1370–1382)
- Artaud de Mélan (1382–1404)
- Antoine de Viale (1383–1386) (von Papst Urban VI. eingesetzt)
- Nicolas Sacosta (1404–1414)
- Robert du Four (1414–1437)
- Mitre Gastinel (1437–1440)
- Raimond Ralon (1437)
- Gaucher de Forcalquier (1440–1442)
- Charles de Borna (1442–1456)
- Jacques Radulphi (1456–1463)
- André de Plaisance (1463–1477)
- Jean Esquenart (1477–1492)
- Thibaud de La Tour (1493–1499), uneheliche Sohn von Bertrand V. de La Tour, Graf von Auvergne und Boulogne
- Laurent Bureau (1499–1504)
- Pierre Filholi (1504–1506) (danach Erzbischof von Aix)
- François de Dinteville (1506–1514) (danach Bischof von Auxerre)
- Claude de Louvain (1514–1520) (auch Bischof von Soissons, Abt von Saint-Jean d’Amiens und Saint-Pierre de Bèze)
- Michel de Savoie (1520–1522)
- Claude d’Aussonville (1523–1531)
- Antoine de Narbonne (1531–1541)
- Albin de Rochechouard (1542–1543)
- Émeric de Rochechouard (1543–1580) (Bruder des vorigen)
- Antoine de Couppes (1582–1606)
- Toussaint de Glandevès (1606–1648)
- Antoine d’Arbaud (1648–1666)
- Michel Poncet (1667–1675) (danach Erzbischof von Bourges)
- Jacques Potier (1677–1681) (danach Bischof von Évreux)
- Louis de Thomassin (1682–1718)
- Pierre-François Lafitau (1720–1764)
- Louis-Jérôme de Suffren (1764–1789) (Bruder von Pierre André de Suffren, genannt le Bailli de Suffren, wird dann Bischof von Nevers)
- François de Bovet (1789–1801)